# Сешоте
Сешоте (англ. Seshote) — одна з місцевих громад, що розташована в районі Лерібе, Лесото. Населення місцевої громади у 2006 році становило 9 359 осіб.